# Ongeluluul
Ongeluluul ("lloc on es xiuxiueja" en palauès) és una plataforma històrica construïda amb pedra basàltica a Melekeok, una comunitat de Babeldaob, l'illa més gran de la nació insular de la República de Palau.
Es troba a l'antic poble de Melekok, a uns 100 metres des de la caseta de vaixells a la riba. Està separat de la carretera principal per un petit rierol. La plataforma mesura uns 6 x 6 metres, i originalment es va fer amb pedres similars a les llambordes, tot i que es trobava en estat deteriorat quan es va examinar el 1976. El lloc té una importància històrica local com a lloc on van tenir lloc importants reunions secretes de líders locals, i és un tipus d'indret on es concentren altres grans comunitats de Palau. Aquesta plataforma es va erigir el 1750 i va ser el lloc de dos tractats de pau significatius en la història de Palau: un el 1793 i l'altre el 1870. Aquest darrer tractat de pau va marcar la fi de la guerra organitzada entre els clans de Palau.
El lloc on es troba la plataforma va ser inclòs al Registre Nacional de Llocs Històrics dels Estats Units l'any 1976, una època en què Palau formava part del Territori Fiduciari de les Illes del Pacífic administrat pels Estats Units.